# My Love (Westlife)
My love è una canzone pop incisa nel 2000 dalla boy band irlandese Westlife e facente parte del secondo album del gruppo, intitolato Coast to Coast del 2000. Autori del brano sono Jörgen Elofsson, Per Magnusson, David Krueger e Pelle Nylén; si tratta del settimo singolo pubblicato dal gruppo e del secondo singolo estratto dall'album.
Il brano è stato registrato presso i Cheiron Studios di Stoccolma.
Il singolo, prodotto da Per Magnusson e David Krueger e pubblicato su etichetta RCA/Sony BMG, raggiunse il primo posto delle classifiche in Irlanda, nel Regno Unito e in Svezia

## Testo
Come suggerisce già il titolo, si tratta di una canzone d'amore: il testo parla di un uomo che, mentre si ritrova solo in una stanza o in una strada, ripensa, con "un buco nel cuore" ai giorni felici trascorsi con la persona amata, da cui ora è diviso da distanza apparentemente incolmabili.
Si chiede così dove siano finiti quei tempi, in cui cantavano delle canzoni assieme, ecc. Tenta anche di concentrarsi su altro, tuffandosi sul lavoro, sulla letture o facendosi quattro risate con gli amici, ma non riesce a smettere di pensare al suo amore perduto ed è disposto ad attraversare l'oceano pur di poter rivedere questa persona.

## Tracce

### Versione 1[5][8]
1. My Love 3:53
2. If I Let You Go 3:40

### Versione 2[9]
1. My Love 3:53
2. If I Let You Go 3:40
3. My Love (strum.) 3:52

### Versione 3[5]
1. My Love 3:53
2. If I Let You Go 3:40
3. My Love (strum.) 3:52
4. My Love (video) 4:14

## Video musicale
Nel video musicale si vedono nella sala d'attesa di un aeroporto i Westlife che scoprono che il loro volo è stato cancellato.
In seguito, si vede il gruppo passeggiare in una stazione di treni.

## Staff artistico[3][8][9]
- Westlife (voce principale)
- Anders von Hofsten (coro)
- Stockholm Session Orchestra] (orchestra)
- Ulf And Henrik Jansson] (direttore d'orchestra)
- Per Magnusson (tastiera)
- Esbjörn Öhrwall (chitarra acustica)
- Thomas Lindberg (basso)
- Joakim Agnas] (tromba)
- Gustave Lund (percussioni)
- Åke Sundqvist (percussioni)

## Staff tecnico[3][8][9]
- Björn Norén (registrazione)
- Bernard Löhr (mixaggio)
- Björn Engelmann (masterizzazione)

## Classifiche
| Paese         | Posizione massima | Nr. di settimane |
| ------------- | ----------------- | ---------------- |
| Australia     | 36                | 8                |
| Belgio        | 6                 | 13               |
| Germania      | 57                | 9                |
| Irlanda       | 1                 |                  |
| Norvegia      | 3                 | 10               |
| Nuova Zelanda | 3                 | 19               |
| Paesi Bassi   | 9                 | 16               |
| Regno Unito   | 1                 |                  |
| Svezia        | 1                 | 14               |
| Svizzera      | 38                | 17               |